# William Henry Dean
William Henry Dean, né le 6 février 1887 à Manchester et mort le 2 mai 1949 dans la même ville, est un joueur de water-polo britannique.

## Biographie
William Henry Dean fait partie des stars du Hyde Seal Club, qui domine le water-polo britannique à l'époque, à partir de 1909. Il fait partie de l'équipe britannique qui remporte le titre aux Jeux olympiques de 1920 organisés à Anvers. Il est aussi gardien au Manchester United Football Club pendant deux saisons.